# Michael Jenkins Moynihan
Michael Jenkins Moynihan (Boston, Massachusetts; 17 de enero de 1969) es un escritor, editor, traductor, periodista, artista y músico estadounidense. Es conocido por ser coautor de Lords of Chaos, un libro sobre black metal. Moynihan es fundador del grupo musical Blood Axis, del sello musical Storm Records y de la editorial Dominion Press. Moynihan ha entrevistado a numerosas figuras de la música y ha publicado varios libros, traducciones y ensayos. También apoyó y promovió la creación del libro neonazi de James Mason Siege, escribiendo la introducción del libro y ayudando a Mason a promocionar su obra. A menudo vinculado a la extrema derecha, la política de Moynihan ha variado a lo largo de las décadas, pero siguió siendo controvertida durante toda su carrera.

## Biografía
Moynihan nació en Boston, Massachusetts, en 1969, hijo único de padres de clase media-alta. En su adolescencia participó activamente en el comercio clandestino de cintas y en la cultura de los fanzines. Empezó a hacer música experimental en 1984 con el proyecto multimedia Coup de Grâce, formó Blood Axis en 1989 y publicó su primer álbum con ese nombre en 1995.
Moynihan colaboró con el músico noise Boyd Rice a partir de 1989, y en 1990 ambos se mudaron a un apartamento en Denver.
Durante el verano de 1991, Moynihan recibió en su apartamento la visita de agentes del Servicio Secreto de Estados Unidos en relación con un supuesto complot para asesinar al entonces Presidente de Estados Unidos George H. W. Bush. George H. W. Bush. Moynihan accedió a someterse a la prueba del polígrafo y no se presentaron cargos. Moynihan declaró que se trataba de un simple caso de intimidación derivado de su correspondencia con Charles Manson, a quien estaba entrevistando para una revista nacional.
En 1995, Moynihan publicó el primer álbum completo de Blood Axis, The Gospel of Inhumanity, y se trasladó de Denver a Portland, Oregón, donde se convirtió en editor en Feral House, una editorial propiedad de Adam Parfrey. Tras estudiar Lengua e Historia en la Universidad de Colorado y en la Portland State University, Moynihan obtuvo su B.A. en lengua alemana en 2000. Recibió su Ph.D. en 2017 por la Universidad de Massachusetts Amherst.

## Libros y artículos
La primera publicación de Moynihan fue un fanzine artístico llamado The Final Incision, que publicó bajo el nombre de Coup de Grâce en 1984. Contaba con colaboraciones de varios artistas relacionados con la escena Industrial music underground, como "MB" (Maurizio Bianchi) y Trevor Brown. Coup de Grâce también publicó varios carteles artísticos y boletines informativos entre 1985 y 1989. Como artista gráfico, Moynihan diseñó carteles para actuaciones en directo de Coup de Grâce, Sleep Chamber y Hunting Lodge a mediados de la década de 1980.
Between 1990 and 1995, Moynihan contributed articles, photography, and editorial work to various magazines and journals including the "extreme culture" magazineThe Fifth Path, an underground music and culture magazine edited by Robert Ward; the Colorado Music Magazine, a Denver-based music monthly; and the internationally distributed newsstand music and art interview magazine Seconds, edited by Steven Blush and George Petros. During this time, Moynihan also published journalistic work in High Society.
Entre los artistas y figuras que Moynihan ha entrevistado se encuentran electrónica de potencia fundador Whitehouse; Unleashed; Bathory; In the Nursery; Church of Satan fundador Anton LaVey; asesino convicto Charles Manson; Peter Steele de Type O Negative; Burzum; George Eric Hawthorne de RAHOWA; Misfits fundador Glenn Danzig; Throbbing Gristle y Psychical TV fundador [[Genesis P-Orridge]; Throbbing Gristle y Psychic TV fundador Genesis P-Orridge; y Swans fundador Michael Gira.
Moynihan fundó una editorial llamada Storm Books. En 1992, Moynihan editó una colección de escritos del neonazi e idólatra de Charles Manson James Mason en un libro titulado Siege: The Collected Writings of James Mason. Junto con Stephen Flowers, Moynihan fue coautor de The Secret King (2001, ed. rev. 2007). En 2001, Moynihan editó una reimpresión del libro de Julius Evola y el Grupo UR Introducción a la magia, publicado originalmente en 1929, y en 2002, editó la primera traducción al inglés del libro de Evola de 1953 Hombres entre las ruinas (ambos publicados por Inner Traditions).[cita requerida] En 2004, Moynihan editó con Annabel Lee la primera publicación en inglés de un tratado del artista erótico y surrealista Hans Bellmer titulado Pequeña anatomía del inconsciente físico, o la anatomía de la imagen. El libro, que se publicó en una edición limitada de 1.100 ejemplares numerados, está traducido por Jon Graham e incluye un prefacio del artista Joe Coleman.  En 2005, Moynihan editó y publicó una colección de ensayos del escritor británico John Michell (seleccionados de las contribuciones de Michell a The Oldie) titulada Confesiones de un tradicionalista radical.
Moynihan fue coeditor de la revista TYR: Mito - Cultura - Tradición'.

### Señores del Caos
Moynihan es coautor con el periodista noruego Didrik Søderlind del libro Lords of Chaos: The Bloody Rise of the Satanic Metal Underground (Feral House, 1998), un relato de la primera escena noruega de black metal. Ganó un Firecracker Alternative Book Award en 1998. En 2018 se estrenó un largometraje dramático basado en el libro y con el mismo título, Lords of Chaos, dirigido por Jonas Åkerlund y protagonizado por Rory Culkin, Emory Cohen y Sky Ferreira. 
Las críticas a "Lords of Chaos" fueron variadas. A veces se criticó la publicación por su falta de distancia respecto al tema tratado. Esto se consideró especialmente alarmante para los grupos y figuras que habían acusado a Moynihan de simpatizar con la política de derechas,acusaciones que Moynihan ha rechazado como inaplicables debido a las "complejidades de tales temas". Sin embargo, varios críticos elogiaron el libro por ofrecer una visión informativa o al menos interesante sobre una subcultura relativamente oscura.

### Su implicación conSiegede James Mason
En 1992, Moynihan promovió la creación de Siege, una antología de escritos neonazis elaborada por James Mason. Moynihan escribió la introducción del libro, en la que afirmaba que: 
El volumen SIEGE que tiene en sus manos pretende ser a la vez una guía y una herramienta. Para el observador, o el curioso, sirve de guía a través de los bajos fondos del pensamiento político extremista.... este libro ofrece un punto de acceso único y directo para comprender la filosofía, las tácticas y la propaganda de un tipo de nacionalsocialismo cada vez más militante e intransigente. ... En segundo lugar, y lo que es más importante, este libro pretende servir como herramienta práctica. Es de esperar que la mayoría de los lectores no sean meros sociólogos o investigadores, sino más bien esa pequeña facción de personas que pueden estar ya predispuestas hacia estas ideas. Desde luego, esto no se refiere sólo a los nacionalsocialistas, sino a revolucionarios y fanáticos de todo pelaje.
Su participación en el éxito del libro continuó en su promoción. Durante esta promoción, Moynihan participó en una entrevista en No Longer a Fanzine #5, realizada por Joseph A. Gervasi. En esta entrevista, Moynihan habló de su perspectiva sobre El Holocausto. En esta entrevista, afirma que tiene "sentimientos encontrados" sobre el número de judíos asesinados en el genocidio, planteando que la afirmación de que murieron 6 millones de judíos es "simplemente arbitraria" y "probablemente una gran exageración". Moynihan se alejaría más tarde de las políticas nacionalsocialistas y fascistas, aunque seguiría manteniendo su desconfianza hacia la clase dominante.

## Música
Influenciados por artistas de música industrial de la primera ola como SPK y Throbbing Gristle, Moynihan inició su primer proyecto de música electrónica en 1984, al que llamó "Coup de Grâce". Además de lanzamientos de casetes de audio y actuaciones en directo, Coup de Grâce también produjo folletos artísticos, carteles, postales y textos. En 1988, a la edad de 18 años, Moynihan publicó una edición de El Anticristo'] de Friedrich Nietzsche con ilustraciones de Trevor Brown.
Según Moynihan, una casete de su proyecto Coup de Grâce fue recibida por un grupo artístico llamado Club Moral en Bélgica, lo que dio lugar a una crítica positiva en la revista cultural que producían llamada Force Mental. Club Moral invitó a Moynihan a actuar en In Vitro, un festival de arte y música de Amberes. Aceptó, lo que dio lugar a una pequeña gira europea por Bélgica, Alemania y los Países Bajos, mientras residía en Amberes, Bélgica. En Alemania, entró en contacto con Cthulhu Records, el sello underground alemán que más tarde publicaría el primer recopilatorio y álbum de Blood Axis. A su regreso a Boston, en Estados Unidos, fue invitado a unirse al grupo de música experimental Sleep Chamber.
Mientras Moynihan formaba parte de Sleep Chamber, un amigo suyo activo en la escena underground de la música electrónica, Thomas Thorn, se trasladó de Wisconsin a Boston y se unió a la banda. Según Moynihan, se produjo un desencuentro entre Thorn y John Zewizz, fundador de Sleep Chamber, lo que provocó que Moynihan dejara Sleep Chamber y se mudara a Bélgica, donde vivió en el mismo almacén donde Club Moral tenía su casa y sus oficinas.
Thorn, que había formado un proyecto de música electrónica llamado Slave State en Wisconsin, visitó a Moynihan en Bélgica en 1988 y ambos colaboraron en un concierto en directo del proyecto de Thorn. El espectáculo fue producido por Club Moral y tuvo lugar en un sótano situado debajo de su sede en Amberes. Tras regresar a Estados Unidos en 1989, Moynihan formó el grupo musical Blood Axis y dejó de producir música bajo el nombre de Coup de Grâce.
El músico experimental Boyd Rice invitó a Moynihan a ir a Japón y colaborar con él en tres actuaciones de NON allí en 1989. Moynihan actuó en concierto con los diversos grupos musicales que giraban en torno a Tony Wakeford, Douglas P. y Rose McDowall, que también actuaban. Su actuación en Japón con NON se publicó más tarde como el DVD "Live in Osaka". Ese año, de estas colaboraciones surgió un álbum titulado Música, Martinis y Misantropía. Moynihan también hizo la foto de la portada y el diseño gráfico del álbum, que se basaba en el disco de 1954 de Jackie Gleason, Music, Martinis and Memories.
En 1995, Cthulhu Records publicó el primer álbum de larga duración de Blood Axis, The Gospel of Inhumanity', que ha sido reeditado posteriormente en varios sellos. Le siguió un segundo álbum de Blood Axis en 1997 titulado Blót: Sacrifice in Sweden para el sello sueco de música post-industrial Cold Meat Industry. En 2010, Blood Axis lanzó un segundo álbum de estudio titulado Born Again.[cita requerida] Blood Axis destacó por utilizar en la música un discurso del fascista británico Oswald Mosley y letras del ocultista nazi Karl Maria Wiligut.
En 2001, Moynihan lanzó una colaboración musical con el artista francés Les Joyaux de la Princesse titulada Absinthe: La Folie Verte, centrada en la absenta, una bebida por la que Moynihan ha expresado su afición, y colaboró con los nativos de Portland B'eirth de In Gowan Ring, su compañera Annabel Lee y Markus Wolff de Waldteufel para un proyecto bautizado como Witch-Hunt. El grupo, que tocaba principalmente Folk irlandés acústico tradicional, dio varios conciertos locales en Portland y, en 2001, actuó en Portugal, donde publicó el álbum Witch-Hunt: The Rites of Samhain. En 2008, Moynihan apareció en el álbum "Hoodwinked" de The Lindbergh Baby y se publicó un libro en italiano titulado Day of Blood centrado en el grupo musical.

## Visiones políticas
En la década de 1990, Moynihan fue caracterizado con frecuencia como fascista o neofascista por algunos críticos y admiradores. Moynihan aceptó estas descripciones con reservas,, pero en la década de 2000 las desestimó como palabras de moda inaplicables utilizadas por "tipos activistas antiesto y antiaquello" y denunció a la extrema derecha.
Matthias Gardell escribe en su libro de 2003 Gods of the Blood']: "Presentado en diferentes contextos, Moynihan proyecta muchas caras diferentes y ha sido clasificado como un 'ultraderechista', un extrema izquierda, un nazi, un fascista y un anarquista". Gardell escribió que Moynihan era sacerdote de la Iglesia de Satán pero "rara vez muestra su tarjeta de miembro" y en su lugar "ha encontrado durante mucho tiempo el camino pagano más gratificante".
El periodista de investigación Kevin Coogan ha vinculado a Moynihan más explícitamente con la extrema derecha, pero afirma que Moynihan no encaja en una "definición convencional de fascismo". Coogan ha clasificado a Moynihan como "ultraderechista". Coogan afirma que Lords of Chaos "en sí mismo, sin embargo, no es un tratado 'fascista' en sentido estricto" y que "el propio Moynihan [no] encaja fácilmente en las definiciones más convencionales del fascismo".
El álbum The Gospel of Inhumanity (1995) recibió críticas favorables de publicaciones de extrema derecha y neonazis: la revista estadounidense Nazi skin Resistance (nº 6, 38) lo elogió como una "sinfonía fascista". El álbum también atrajo la atención de la escena neonazi alemana hacia Moynihan, que recibió una crítica favorable en Einheit und Kampf. Das revolutionäre Magazin für Nationalisten (nº 18, p. 29, Aufruhr-Verlag, Bremen). Como consecuencia, Moynihan fue identificado por activistas antifascistas a finales de la década de 1990. Las actuaciones de Blood Axis atrajeron a manifestantes; en una ocasión, en 1998, "unos 75" manifestantes de San Francisco movilizados por un panfleto en el que se denunciaba a Moynihan como "un fascista y un hatemonger" lograron impedir su aparición. Moynihan tachó a los activistas que le tachaban de nazi o fascista de alarmismo histérico mal informado.
En 1999, Moynihan fue uno de los músicos incluidos en la lista de la revista Intelligence Report del Southern Poverty Law Center como ejemplos de música black metal utilizada para reclutar supremacistas blancos. La revista también extrajo una entrevista con No Longer a Fanzine, en la que Moynihan negaba el Holocausto pero decía que "preferiría que fuera verdad".  El artículo del SPLC fue criticado por Decibel Magazine en 2006, que lo describió así  En el artículo de Decibel, Moynihan respondió al informe del SPLC, afirmando que estaba "repleto de desinformación y errores manifiestos" y que se centraba "en unas pocas declaraciones provocativas extraídas selectivamente de entrevistas realizadas hace casi 15 años".  Gardell escribió en 2003 que "aunque ciertamente no le importa la inmensa mayoría de la humanidad, mi impresión es que a Moynihan le importa aún menos construir cámaras de gas" y "lo que presumiblemente sí le importa es la publicidad, un ansia que ha dado lugar a no pocas rarezas que le perseguirán durante algún tiempo"."
El científico social alemán Christian Dornbusch señala que la obra de Moynihan "evoca una mentalidad que quiere diseñar un futuro basado en völkisch y pensadores fascistas respectivamente nacionalsocialistas. Es el mismo objetivo sobre el que el líder fascista británico Sir Oswald Mosley despotrica durante minutos en la muestra al principio del álbum en directo Blot - Sacrificio en Suecia: '... luchamos nada menos que por la revolución del espíritu de nuestro pueblo....
Moynihan ha negado repetidamente sus vínculos políticos. En respuesta a las diversas acusaciones políticas vertidas contra él, Moynihan califica a la extrema derecha de "grupo de perdedores aislados" que están "todos engañados". En respuesta a las acusaciones relativas a la influencia de sus opiniones políticas en la escritura de Lords of Chaos, Moynihan hizo declaraciones denunciando a la extrema derecha y el supremacismo blanco. Posteriormente, el Southern Poverty Law Center incluyó a Moynihan en la lista de líderes intelectuales de la extrema derecha por declaraciones como "La cifra de seis millones [de judíos asesinados en el Holocausto] es simplemente arbitraria e inexacta [...] Si me dieran la oportunidad de iniciar el próximo Holocausto, sin duda tendría unos requisitos de entrada más indulgentes que los nazis."
El investigador antifascista Spencer Sunshine ofreció esta valoración de la evolución política de Moynihan en 2024:

La política de Moynihan -o al menos su representación de la misma- se desarrolló en fases. En la primera, aproximadamente de 1989 a 1993, fue explícito sobre su interés y deseo de promover el nacionalsocialismo masónico al tiempo que abrazaba el darwinismo social. En 1994, en la segunda fase, su autoidentificación se acercó más al "fascismo". En la tercera, tras la publicación de Lords of Chaos en 1998, se volvió bastante cauteloso y representó su punto de vista como ni de izquierdas ni de derechas, pero también especificó que no eran ni nacionalsocialistas ni socialdarwinistas. A esto siguió rápidamente una cuarta etapa. Aunque seguía promoviendo a nazis y colaboradores como Wiligut y Evola, Moynihan empezó a expresar su lealtad a lo que podría llamarse un etnoseparatismo (aunque no utilizaba el término) basado en identidades subraciales, a la de Benoist, y empezó a utilizar la descripción de "tradicionalista radical."

## Vida personal
Moynihan tiene un hijo con su pareja Annabel.

## Obra
- Lords of Chaos: The Bloody Rise of the Satanic Metal Underground, en coautoría con Didrik Søderlind, Feral House, ISBN 0-922915-48-2; edición revisada y ampliada, 2003, ISBN 0-922915-94-6.
- Apocalypse Culture II editado por Adam Parfrey, con varias contribuciones de Moynihan, Feral House, 2000, ISBN 0-922915-57-1
- Book of Lies: The Disinformation Guide to Magick and the Occult, editado por Richard Metzger, con contribuciones de Moynihan, Disinformation Books, 2003, ISBN 0-9713942-7-X
- The Command to Look: A Master Photographer's Method for Controlling the Human Gaze, con una contribución de Moynihan, Feral House, 2014, ISBN 978-1627310017
- El Rey Secreto: The Myth and Reality of Nazi Occultism, en coautoría con Stephen E. Flowers, Feral House, 2007, ISBN [[Especial:FuentesDeLibros/978-19325

95253|978-19325
95253]]
Editado por Moynihan:
- The Final Incision, folleto artístico con colaboradores internacionales. Coup De Grâce, 1984.
- Der Antichrist de Friedrich Nietzsche. Ilustrado por Trevor Brown. Amberes: C.D.G., 1988.
- Siege: The Collected Writings of James Mason, de James Mason, editado y presentado por Moynihan, Storm Books, 1992.
- El rey secreto: Karl Maria Wiligut, Himmler's Lord of the Runes, editado y prologado por Moynihan, Dominion Press, 2001, ISBN 0-9712044-0-3. Edición revisada y ampliada, The Secret King: The Myth and Reality of Nazi Occultism, Feral House, 2007, ISBN 978-1932595253.
- Introducción a la magia: Rituales y técnicas prácticas para el mago, de Julius Evola y el Grupo UR, editado por Moynihan, Inner Traditions, 2001, ISBN 0-89281-624-4.
- Hombres entre las ruinas: Reflexiones de posguerra de un tradicionalista radical, de Julius Evola, editado por Moynihan, Inner Traditions International, 2002, ISBN 0-89281-905-7.
- Pequeña anatomía del inconsciente físico, o la anatomía de la imagen, de Hans Bellmer. Traducido del francés y con una introducción de Jon Graham. Prólogo de Joe Coleman. Editado, diseñado y maquetado por Moynihan y Annabel Lee, Edición limitada de 1.100 ejemplares numerados. Dominion, 2004, ISBN 0-9712044-2-X.
- Confessions of a Radical Traditionalist, colección de ensayos de John Michell seleccionados e introducidos por Joscelyn Godwin, editado por Michael Moynihan y Annabel Lee, diseñado y maquetado por Michael Moynihan, Dominion, 2005, ISBN 0-9712044-4-6.
- American Grotesque: The Life and Art of William Mortensen, coeditado por Moynihan y Larry Lytle, Feral House, 2014, ISBN 978-1-9362399-7-9.
- La orden de mirar: A Master Photographer's Method for Controlling the Human Gaze, de William Mortensen y George Dunham, con ensayos de Larry Lytle y Michael Moynihan. Feral House, 2014, ISBN 978-1-6273100-1-7.
- Tyr: Mito-Cultura-Tradición Vol. 1, Ultra (2002), ISBN 0-9720292-0-6.
- Tyr: Mito-Cultura-Tradición Vol. 2, Ultra (2004), ISBN 0-9720292-1-4.
- Tyr: Mito-Cultura-Tradición Vol. 3, Ultra (2007); reimpresión: Arcana Europa 2019, ISBN 0-9997245-5-X.
- Tyr: Mito-Cultura-Tradición Vol. 4, Ultra (2014), ISBN 0-9720292-4-9.
- Tyr: Mito-Cultura-Tradición Vol. 5, Arcana Europa (2018).

Traducción de Moynihan:
Ritos bárbaros: El mundo espiritual de los vikingos y las tribus germánicas, de Hans-Peter Hasenfratz, Ph.D. Traducido y editado, y con prólogo de Moynihan. Inner Traditions, 2011, ISBN 1-59477-421-8.